# Marie-Hélène Brunet-Lafleur
Pour les articles homonymes, voir Brunet et Lafleur.
Marie-Hélène Brunet, dite Marie-Hélène Brunet-Lafleur, est une cantatrice (soprano) française née le 3 février 1847 à Bordeaux (Gironde) et morte le 20 septembre 1926 à Vif (Isère).

## Biographie

### Études
Fille de Jean-Eugène Brunet (officier de marine) et de Catherine Désirée Dupuy, Marie-Hélène Brunet étudie au Conservatoire de Paris. Elle obtient en 1866 un second prix de chant, et en 1897 un premier prix de chant, un premier prix d'opéra et un premier prix d'opéra-comique.

### Mariages
Elle se marie une première fois en 1868 au compositeur, journaliste et critique musical André-Victor Armand Roux (né le 3 août 1832 à Vif, Isère, et mort le 13 août 1887 dans la même ville),, puis épouse en secondes noces en 1890 le chef d'orchestre Charles Lamoureux.

### Carrière
En octobre 1867, elle fait ses débuts à l'Opéra-Comique et, sur le conseil de Daniel-François-Esprit Auber, ajoute Lafleur à son nom. En 1869, elle quitte ce théâtre pour le Théâtre-Lyrique. 
À la fin de sa vie, elle est professeur de chant à Paris. Elle eut comme élève Jane Bathori.

### Résidences
En 1899, elle habite au 15, rue de Bruxelles à Paris 9e, puis au 6 rue Jean-Baptiste Say en 1911.
Après son second mariage et à partir de 1892, Marie-Hélène Brunet passe de nombreux étés dans sa résidence estivale de la Villa Lucie de Vif (Isère) dont l'attachement remonte à son premier époux, Armand Roux, originaire de cette petite ville.

### Décès
En 1926, Marie-Hélène Brunet-Lafleur décède à Vif à l'âge de 79 ans. Comme demandé, elle est inhumée dans le cimetière communal, auprès d'un enfant de dix ans disparu en 1893. Sur sa sépulture ont été inscrits les mots suivants :
« Incomparable fut sa voix. Inépuisable sa bonté. »

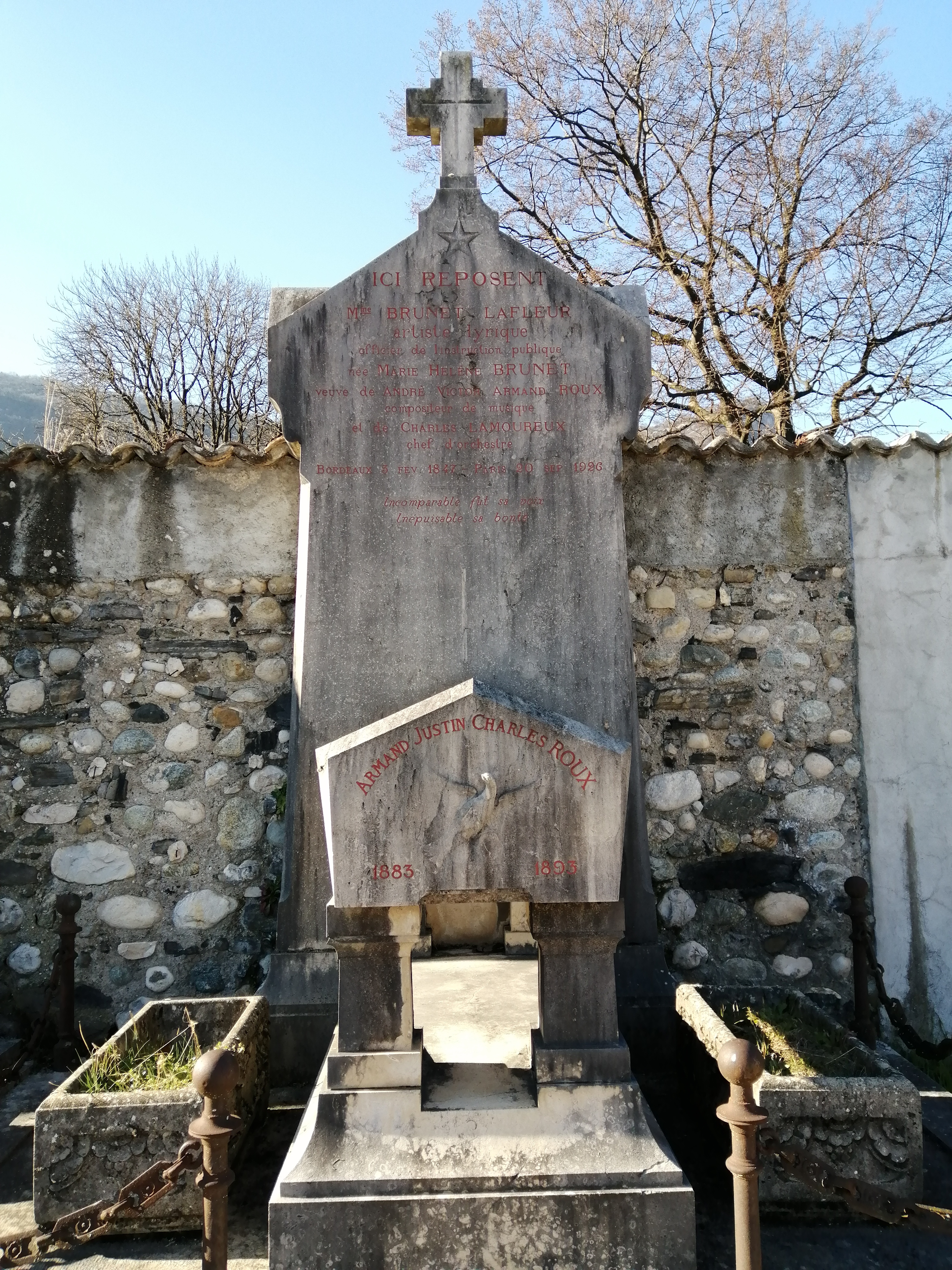
Sépulture de Marie-Hélène Brunet-Lafleur et de son premier époux, Armand Roux.
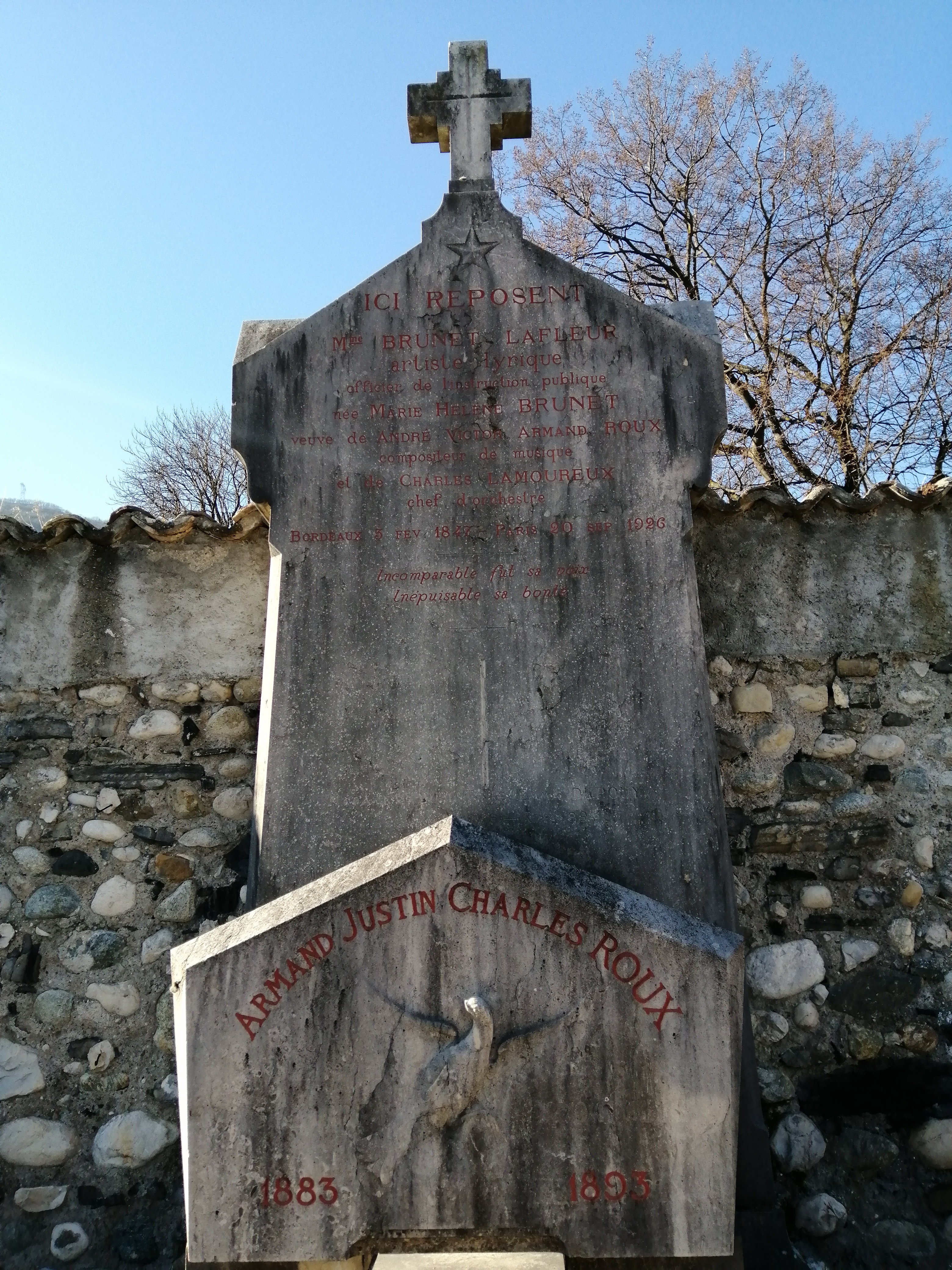
Détail de la tombe.
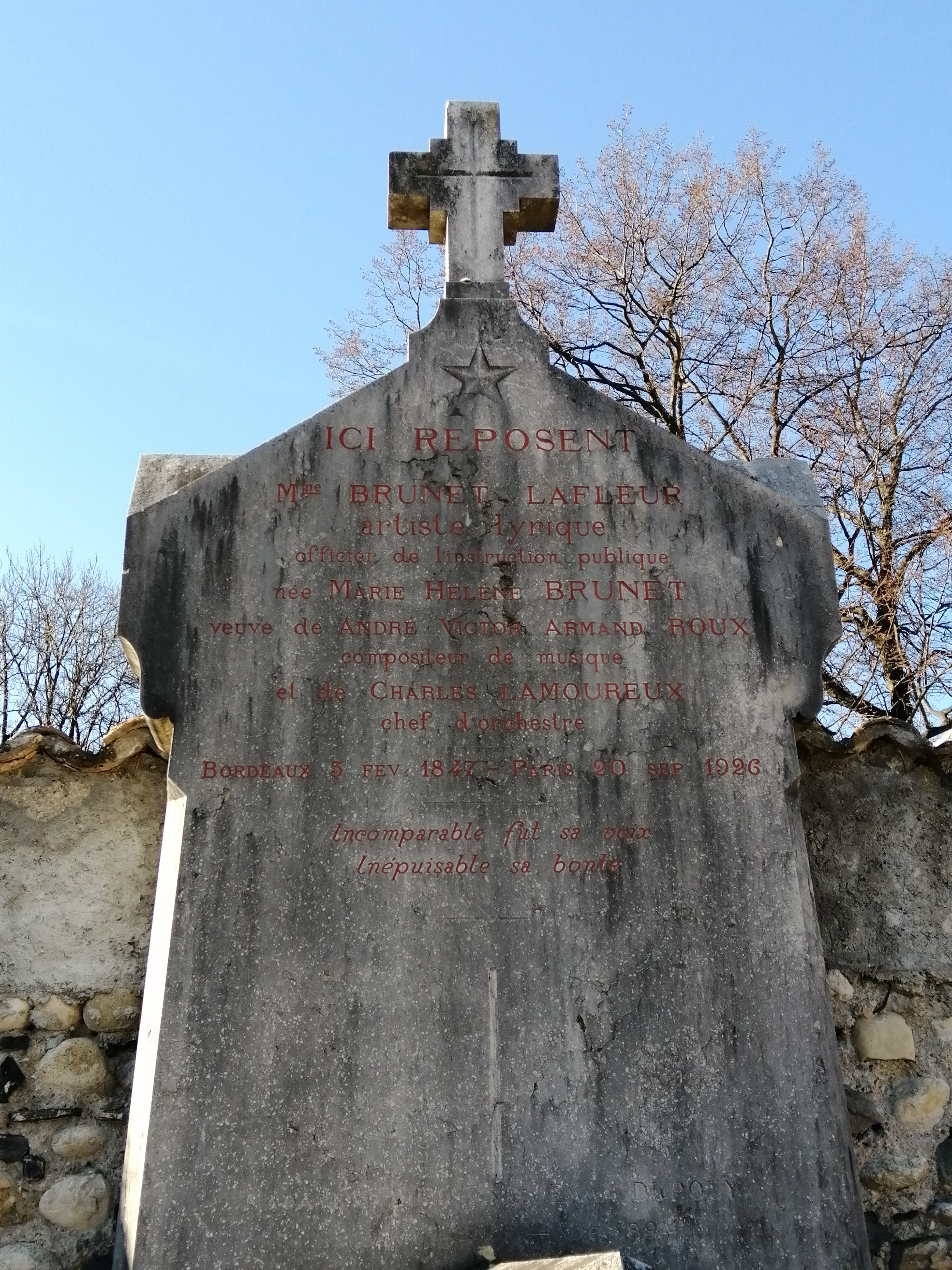
La sépulture et son épigraphe dédié à Marie-Hélène Brunet-Lafleur.